# Dolichopeza (Mitopeza) nitidirostris
Dolichopeza (Mitopeza) nitidirostris is een tweevleugelige uit de familie langpootmuggen (Tipulidae). De soort komt voor in het Oriëntaals gebied.